# 米哈乌·什帕科夫斯基
米哈乌·什帕科夫斯基（波蘭語：Michał Szpakowski，1989年4月23日—），波兰男子赛艇运动员。他曾代表波兰参加世界赛艇锦标赛，获得一枚金牌和一枚铜牌。他也曾参加2012年、2016年和2020年夏季奥运会。